# Aeroportul Municipal Blackwell–Tonkawa
Aeroportul Municipal Blackwell–Tonkawa (IATA: BWL, ICAO: KBKN, FAA LID: BKN) este un aeroport din Oklahoma, Statele Unite ale Americii ce deservește zona Blackwell⁠(d). A fost numit după zona deservită.
Situat la o altitudine de 314 m, aeroportul dispune de 1 pistă.

## Infrastructură

### Piste
Aeroportul dispune de o singură pistă. Pista 17/35 are suprafața de asfalt și dimensiunile 3.501 picioare × 60 picioare. 